# Joannes Minnegod
Joannes Minnegod, Diophylax, Demophylax, Johannes Gandensis (ur. 1502, zm. 1528 w Lyonie) – łaciński poeta, teolog, flandryjski karmelita. Żył i tworzył w Gandawie. W 1527 jego dzieła opublikowane zostały w Lyonie, gdzie w następnym roku zmarł. Autor m.in. następujących utworów: Christomachia, Formax chaldaica, Catachresis Israelitica, Laus lucis, Erotema religionis, De Beata Virgine, De Flandria carmen, Epirammata quaedam, Epistolae at diversos.